# Provinz Sado

Karte der japanischen Provinzen, Sado rot markiert

Sado (jap. 佐渡国, Sado no kuni), auch Sashū (佐州) oder Toshū (渡州) genannt, war eine der historischen Provinzen Japans. Sie lag auf der Insel Sado vor der Küste der Provinz Echigo. Das Gebiet ist heute Teil der Präfektur Niigata.

## Geschichte
Sado war eines der entlegensten Gebiete Japans, Adlige und  Aristokraten wurden oft nach Sado ins Exil geschickt, wenn sie die Gunst der Herrscher verloren hatten. Darunter waren der Kaiser Juntoku, der Priester Nichiren und Zeami Motokiyo, ein Nō-Darsteller und Autor. Seit 1601 wurden auch Arbeiter, vor allem Strafgefangene zum Abbau von Gold auf die Insel geschickt. 
In der Kamakura-Zeit wurde die Provinz dem Homma-Klan von der Insel Honshū übertragen. Diese beherrschten Sado bis 1589, als Uesugi Kagekatsu von der benachbarten Festlands-Provinz Echigo die Insel übernahm. Die Tokugawa-Shōgune machten Sado nach der Schlacht von Sekigahara zu ihrem persönlichen Lehen und übten die Kontrolle über alle Minen aus.

## Umfang
Die Provinz Sado umfasste folgende spätere Landkreise (gun):
- Hamochi (羽茂郡)
- Kamo (賀茂郡)
- Sawata (雑太郡)

Heute gehört die gesamte Insel zur Stadt Sado.